# Vereniging van de Adel van het Koninkrijk België
De Vereniging van de Adel van het Koninkrijk België, is een vereniging waarvan de leden van de Belgische adel lid kunnen zijn.

## Geschiedenis
De vereniging werd in 1937 gesticht en heeft tot doel de leden van de Belgische adel samen te brengen.
De vereniging stelt zich als voornaamste doel de waarden die aan de basis liggen van de adellijke identiteit te verdedigen, te promoveren en over te dragen op de volgende generaties. Die waarden worden omschreven als de eer, de loyaliteit en dankbaarheid tegenover de medemens, de betrachting van excellentie, de dienstbaarheid, de zin voor duurzaamheid en toekomstgerichtheid, de familiegeest en de hoffelijkheid.
De concrete uitwerking van de doelstellingen behelst onder meer de volgende activiteiten:
- de vereniging 'Solidaritas' voor hulpbetoon aan leden,
- het aanbieden van studiebeurzen en het organiseren van activiteiten voor de jongeren,
- het ondersteunen van humanitaire initiatieven, in het kader van het Fonds Keingiaert de Gheluvelt,
- het organiseren van voordrachten voor de leden,
- de publicatie van het driemaandelijkse Bulletin en van de maandelijkse Berichten,
- een bibliotheek, een dienst iconografie en een commissie geschiedenis en heraldiek, gevestigd op de zetel van de vereniging,
- de activiteiten georganiseerd door de provinciale comités.

De vereniging is een privé-initiatief, dat niet verwant is met, noch afhankelijk van officiële instanties zoals de Raad van Adel, het Bestuur van de Adel (Ministerie van Buitenlandse Zaken) of de Adviesraad voor de adellijke gunsten.

## Voorzitters
De vereniging werd opeenvolgend voorgezeten door:
- prins Paul-Felix de Merode
- prins Louis de Merode
- prins Amaury de Merode
- graaf Jean d'Ursel
- baron Charles Papeians de Morchoven
- graaf de Liedekerke Beaufort
- graaf Reynald Moretus Plantin de Bouchout ( -2008)
- baron Bernard Snoy (2008-2016)
- graaf Bernard de Hemptinne (2016-2021)
- baron Frans van Daele (2021- )

## Secretarissen-generaal
- baron Michel della Faille d'Huysse
- graaf Henri de Beauffort
- baron Henri d'Anethan
- ridder Marc de Schoutheete de Tervarent
- Olivier Cardon de Lichtbuer (2022-  )